# ATP Challenger Lillehammer
Der ATP Challenger Lillehammer (offiziell: Lillehammer Challenger) war ein Tennisturnier, das 1995 einmal in Lillehammer, Norwegen, stattfand. Es gehörte zur ATP Challenger Tour und wurde im Freien auf Sand gespielt.

## Liste der Sieger

### Einzel
| Jahr | Sieger      | Finalgegner    | Ergebnis |
| ---- | ----------- | -------------- | -------- |
| 1995 | Andrew Ilie | Christian Ruud | 6:3, 6:2 |

### Doppel
| Jahr | Sieger                                | Finalgegner              | Ergebnis      |
| ---- | ------------------------------------- | ------------------------ | ------------- |
| 1995 | Thomas Johansson Lars-Anders Wahlgren | Andrew Ilie Todd Larkham | 3:6, 6:3, 6:3 |